# Morcheeba
Morcheeba — англійська електронна група, створена в середині 1990-х років вокалісткою Скай Едвардс та братами Полом і Россом Годфрі.
Назва «Morcheeba» походить від абревіатури «MOR» (англ. Middle of the road — буквально «середина дороги»), означає комерційний радіоформат та популярний музичний жанр) і «cheeba», сленгової назви канабісу.
Гурт змішує стильові впливи трип-хопу, року, фолк-року та даунтемпо. З 1995 року випустили десять студійних альбомів, два з яких увійшли до десятки кращих у Великобританії. Едвардс покинула гурт у 2003 році, після чого брати Годфрі запрошували інших співаків, перш ніж вона повернулася у 2009 році.
У 2014 році Пол Годфрі пішов з гурту. Пізніше Едвардс і Росс Годфрі сформували Skye & Ross і випустили однойменний альбом у вересні 2016 року. Останній на сьогодні студійний альбом проєкту Morcheeba під назвою Blackest Blue, вийшов у травні 2021 року, йому передували сингли «Sounds of Blue», «Oh Oh Yeah» і «The Moon». У ньому представлена співпраця з Бредом Барром з The Barr Brothers і Дюком Гарвудом.

## Музична біографія

### 1995—2001: Початок і досягнення успіху
Брати Годфрі — діджей/продюсер Пол Годфрі та мультиінструменталіст Росс Годфрі походили із маленького містечка Солтвуд на північ від Хайта, Кент. Вони переїхали до Лондона, коли вони були підлітками. Десь у середині 1990-х на вечірці в Гринвічі брати познайомилися зі Скай Едвардс, яка співала у фанк-групі, а також грала на гітарі; незабаром вони почали записувати пісні разом і сформували тріо Morcheeba. Спочатку вони продюсували треки у своїй домашній студії разом з інженером Пітом Норрісом.
Згодом вони підписали контракт з China Records, і група випустила дебютний EP Trigger Hippie у жовтні 1995 року. Водночас Пол Аблетт став їхнім менеджером. Дебютний альбом гурту Who Can You Trust? був випущений у квітні 1996 року і вписався в жанр трип-хоп завдяки поєднанню хіп-хопу Пола Годфрі, впливу психоделічного року Росса Годфрі та вокалу Едвардс в стилі соул. Другий сингл, «Tape Loop», з'явився в липні 1996 року. Гурт почав грати наживо у Європі та Північній Америці з живою групою, яка включала ще п'ятьох учасників. У цей момент група переросла домашню установку для запису, і брати придбали власну студію. У 1997 році вони зробили внесок в альбом Девіда Бірна Feelings, беручи участь у записі та виробництві релізу.
З більш професійним обладнанням брати почали розвивати ідеї для другого альбому. Велика частина матеріалу вже була написана, група рухалася до більш мейнстрімового звучання. Водночас Едвардс з'явилася на благодійному синглі BBC «Perfect Day». Наступний альбом, Big Calm 1998 року, відійшов від трип-хопу, та був орієнтований більше у бік попмузики.
Один із синглів альбому «The Sea» став радіохітом. Альбом мав великий комерційний успіх і забезпечив прорив Morcheeba. У 1998 році гурт співпрацював із Х'юбертом Лоусом під час запису класичної пісні «Summer Time» для збірника Red Hot Organization Red Hot + Rhapsody, триб'юту Джорджу Гершвіну, для збору коштів різним благодійним організаціям, спрямованим на підвищення обізнаності про СНІД та боротьбу з хворобою.
У 2000 році Morcheeba випустили третій альбом Fragments of Freedom. Він повторив успіх продажів Big Calm, але отримав менш позитивну відповідь критиків. Четвертий альбом групи, Charango, був випущений у 2002 році, і роль Скай Едвардс на ньому зменшилася. Далі з'явилися сингли «Otherwise» та «Way Beyond». Тексти для «Undress Me Now» були написані разом із Куртом Вагнером з Lambchop, а іншими співавторами в альбомі були репери Pace Won та Slick Rick. У січні 2003 року група здійснила перший значний тур по США з 1998 року.

### 2003—2008: Розрив і Dive Deep
До кінця 2003 року брати Годфрі розійшлися з Едвардс, посилаючись на творчі та особисті розбіжності. Едвардс отримала «телефонний дзвінок від нашого менеджера, який сказав, що все закінчено. Було полегшенням думати, що нам не потрібно продовжувати». У неї склалося враження, що гурт припинив свою діяльність. Збірка найкращих хітів, Parts of the Process, допомогла зберегти інтерес до гурту і представила два нових треки: «What's Your Name» (з римованим камео від Big Daddy Kane) і «Can't Stand It». Приблизно в той же час вони випустили концертний DVD Morcheeba: From Brixton to Beijing. Десятиліття потому Росс Годфрі розмірковував про цей період, сказавши: «Нам просто здавалося, що ми не можемо дихати, я був у групі й гастролював із 18 років, тож будь-який відрив від цього був просто чудовим».
Два брати возз'єдналися через рік, Пол пояснював, що «Росс і я зрозуміли, що Morcheeba була начебто нашою сімейною компанією, і що ми дуже хотіли, щоб вона продовжувалась». У 2005 році Morcheeba випустили п'ятий студійний (і перший без Едвардс) альбом The Antidote. Дейзі Марті (раніше входила в групу Noonday Underground) була запрошена, щоб замінити Едвардса як вокалістку альбому. Однак період Марті з гуртом був коротким, і вона була звільнена в середині промотуру, її замінила Джоді Стернберг. Згодом Марті подала до суду на групу за порушення контракту та наклеп. Власне перебування Стернберг у групі було таким же коротким, і, здавалося, вона була частиною гурту лише для того, щоб завершити тур. За словами Росса, весь епізод «був, м'яко кажучи, важким. Він залишив нас майже в руїні».
Після кількох років перерви Morcheeba випустили шостий студійний альбом Dive Deep у лютому 2008 року. На цьому альбомі брати Годфрі повернулися до ролі продюсерів, вибравши п'ятьох вокалістів для виконання своїх пісень. Фолк-рок співачка Джуді Цуке, норвежець Томас Дібдал і блюзовий співак/гітарист Бредлі Берджесс виступили як провідні вокалісти разом з корейсько-американським репером Cool Calm Pete і французькою співачкою Мандою (Аманда Замоло). І Манда, і Берджесс гастролювали з Morcheeba як співаки у турі 2008 року.

### 2009—2013: Возз'єднання, Blood Like Lemonade і Head Up High
Як сольний виконавець, Едвардс залишилася в тій самій управлінській компанії, що й Morcheeba — Кріс Моррісон, керівник CMO Management, представляв обох артистів — що призвело до випадкової зустрічі в їхніх лондонських офісах приблизно у 2009 році. Едвардс і брати Годфрі знову зустрілися, щоб обговорити її можливе залучення до нового проєкту. Спочатку співачка вагалася і зазначила, що їй «дуже подобалося робити сольні речі та писати власні тексти». Згодом Едвардс знову приєдналася до групи, і тріо розпочало роботу над новим альбомом, у турі з Едвардс, рекламуючи її сольний альбом. 12 лютого 2010 року NME повідомила, що Едвардс знову повернулася до групи, що було підтверджено Полом Годфрі наступного дня в блозі групи Myspace. Едвардс виступала наживо з гуртом на фестивалі Caprices у Швейцарії 9 квітня 2010 року. Роль Едвардс у гурті змінилася, оскільки вона «стала впевненішою» у своїй «здатності співачки та автора пісень», і виявила, що під час запису вони були «більш чесними один з одним», і таким чином продюсували «більш чесний запис».
Morcheeba випустили сьомий альбом Blood Like Lemonade на PIAS у червні 2010 року, йому передував сингл «Even Though». Роботу спродюсував Пол Годфрі, який описав альбом як «теплу, нечітку ковдру психоделії», в той час, як Едвардс описала тексти як такі, що мають «темні теми». Згодом відбувся вісімнадцятимісячний тур, у якому група грала в Америці та Європі.
Восьмий альбом Head Up High вийшов 14 жовтня 2013 року знову на PIAS. У 2014 році група гастролювала в Австралії у складі зі Скай Едвардс (вокал), Росс Годфрі (гітара), Стів Гордон (бас), Річард Мілнер (клавішні), Мартін Карлінг (ударні) та Джеймс Ентоні (колоди).

### 2014—2016: Вихід Пола Годфрі та Skye & Ross
У 2014 році Пол Годфрі покинув групу. Росс Годфрі пізніше пояснив, що: «Ми з Полом не спілкувалися ні музично, ні особисто протягом тривалого часу, і після альбому Head Up High у 2013 році Пол сказав нам, що залишає групу, і він хотів, щоб ми зі Скай викупили його частку імені. Ми розійшлися щодо того, скільки вона коштувала, тому не було укладено жодної угоди. Ми зі Скай вважали за краще просто випустити запис, який ми зробили під своїми іменами. Альбомів Morcheeba більше не буде». З того часу Пол Годфрі створив студію звукозапису Sacrosync Sound в Гастінгсі та записав новий альбом «Cool Your Soul» з Рейчел Камінг під назвою Morcheeba Productions.
Росс Годфрі та Скай Едвардс анонсували новий проєкт у 2016 році під назвою Skye & Ross. Вони гастролювали та випустили однойменний альбом 2 вересня 2016 року. Група починала як акустичний дует, але незабаром до нього увійшли син Едвардс Джаега (ударні), її чоловік Стів Гордон (бас) і дружина Годфрі Аманда Замоло (бек-вокал). Едвардс взяла на себе відповідальність за тексти пісень, а Росс Годфрі зазначив, що процес запису був «дуже органічним досвідом».

### 2018–дотепер: Blaze Away та Blackest Blue
Blaze Away, дев'ятий альбом Morcheeba, вийшов 1 червня 2018 року. У нього увійшли сингли «Never Undo», «Blaze Away» і «It's Summertime». У рамках туру на підтримку альбому гурт виступив у Києві 21 травня 2018 року.
14 травня 2021 року Morcheeba випустили десятий альбом Blackest Blue. У ньому представлена співпраця з Дюком Гарвудом і Бредом Барром, альбому передували сингли «Sounds of Blue», «Oh Oh Yeah» і «The Moon». Blackest Blue не увійшов до Official Albums UK Top 100 Chart, але досяг 14 місця в Official Album Downloads Chart Top 100.

## Дискографія

### Студійні альбоми
- Who Can You Trust? (1996)
- Big Calm (1998)
- Fragments of Freedom (2000)
- Charango (2002)
- The Antidote (2005)
- Dive Deep (2008)
- Blood Like Lemonade (2010)
- Head Up High (2013)
- Blaze Away (2018)
- Blackest Blue (2021)
- Escape the Chaos (2025) реліз 23 травня

### Збірки
- La Boule Noire (1998) (live)
- Back To Mine: Morcheeba (2001)
- Parts of the Process (The Very Best Of Morcheeba) (2003)
- The Platinum Collection (2005)